# شركة ستروبريدج للطباعة الحجرية

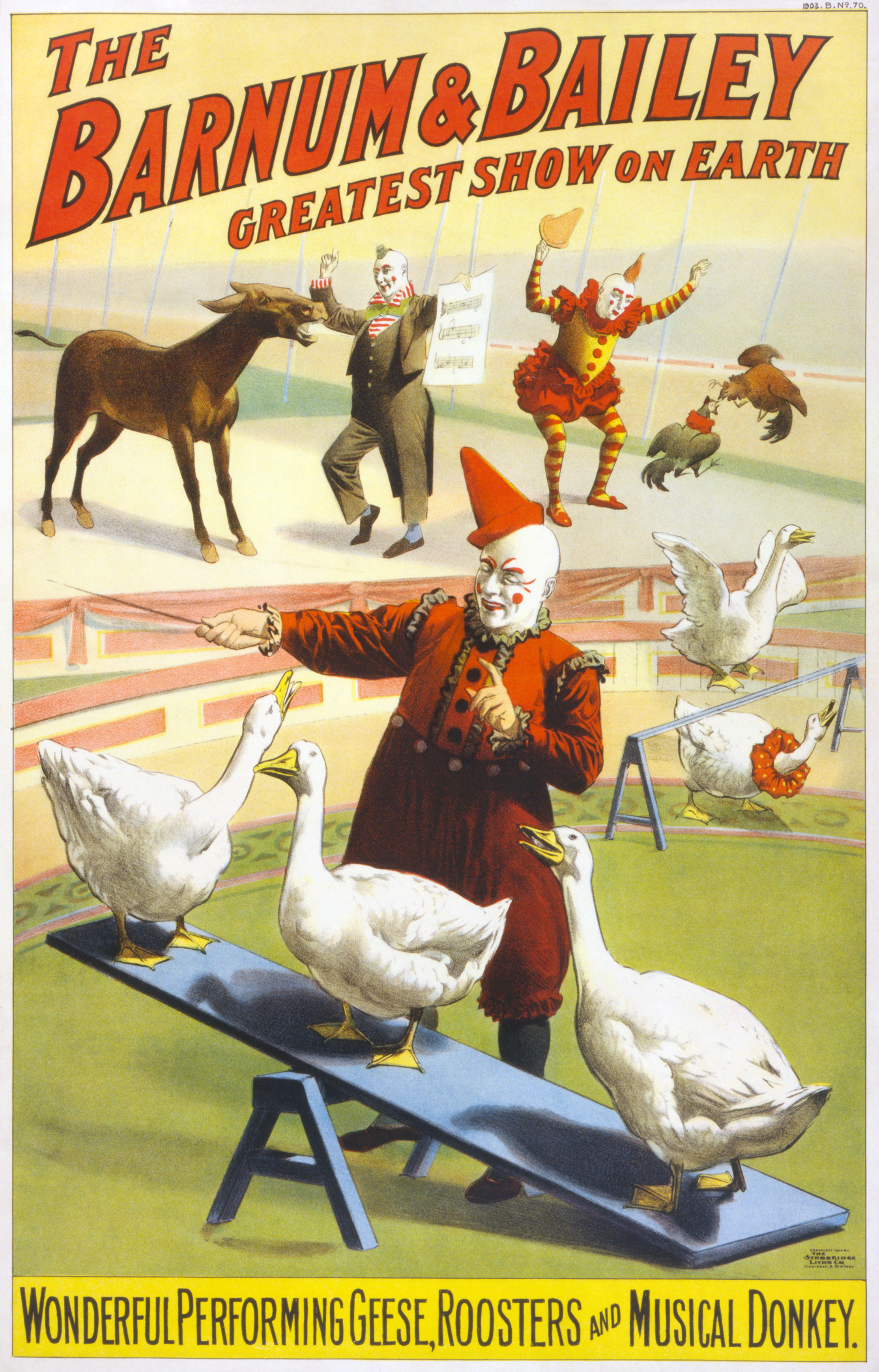
ملصق شركة ستروبريدج للطباعة الحجرية لبارنوم وبيلي

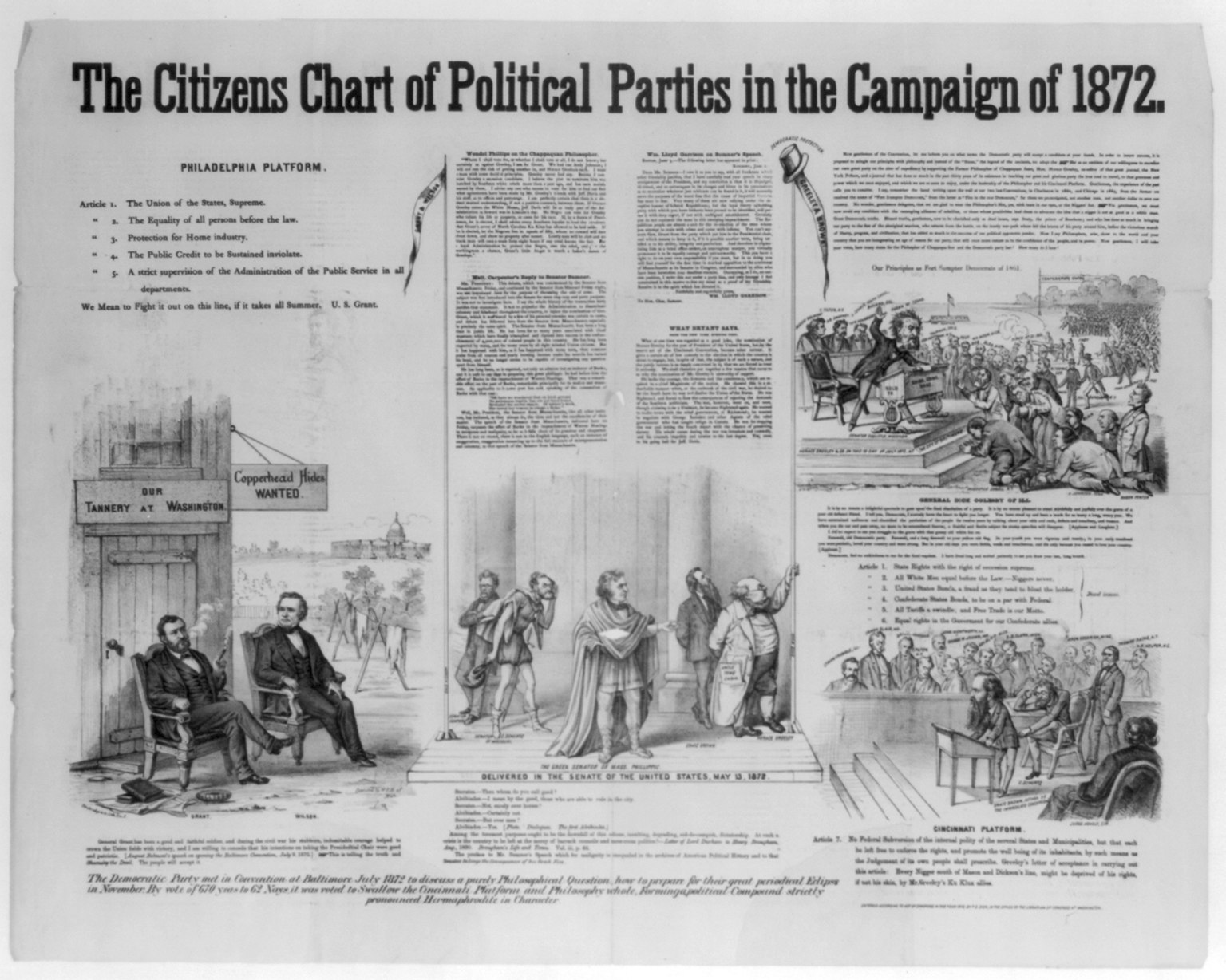
من مطبوعات الشرطة، مخطط المواطنين لسياسة الأحزاب في مؤتمر 1872

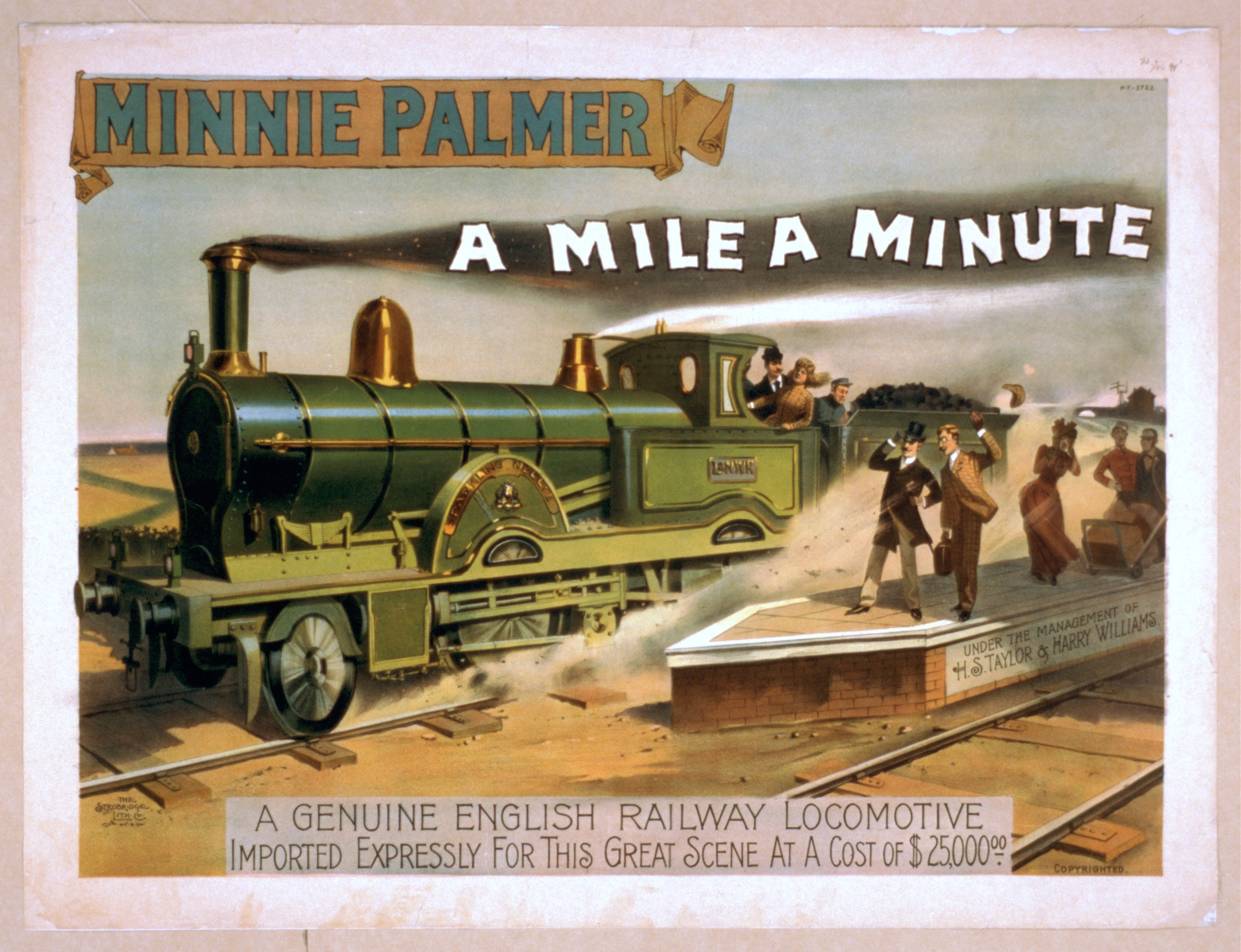
ملصق اعلامي، ميل في الدقيقة

كانت شركة ستروبريدج للطباعة الحجرية شركة أمريكية لصناعة الملصقات الإعلانية والمطبوعات الحجرية، ولقد تأسست عام 1847 في سينسيناتي بولاية أوهايو. سُميت الشركة باسم هاينز ستروبريدج الذي لم ينضم إلى متجر القرطاسية آنذاك إلا في عام 1854، عندما كانت تُعرف باسم ميدلتون ووالاس وشركاه نسبة إلى شريكيهما المؤسسين إي سي ميدلتون و دبليو آر والاس. وفي عام 1859، غيّرت الشركة اسمها إلى ميدلتون وستروبريدج وشركاه. حصل ستروبريدج على الملكية الكاملة من شركائه بعد الحرب الأهلية الأمريكية. قام ببناء أول مصنع للشركة في عام 1884 على قناة ميامي وأصبحت مطبوعات ستروبريدج الحجرية فيما بعد وسيلة شائعة للإعلان عن السيرك والمسارح. وابتداءً من عام 1909 تم توظيف ستروبريدج أيضاً من قبل جمعية السل الأمريكية لطباعة أختام عيد الميلاد، التي كانت تُباع في مكاتب البريد لجمع التمويل في الجهود المبذولة لاحتواء مرض السل. واستمر بهذه الصفة حتى عام 1958.

## روابط خارجية
- Delaney, Michelle (24 Oct 2019). Art and Advertising in Buffalo Bill's Wild West (بالإنجليزية). University of Oklahoma Press. ISBN:978-0-8061-6510-3. Archived from the original on 2022-12-10.